# Megalobrimus parvus
Megalobrimus parvus là một loài bọ cánh cứng trong họ Cerambycidae.